# Stauffenberg - Attentato a Hitler
Stauffenberg - Attentato a Hitler è un film storico del 2004 diretto da Jo Baier, basato sull'attentato del 20 luglio 1944 contro Adolf Hitler, architettato dal colonnello Claus Schenk von Stauffenberg e da altri ufficiali del Terzo Reich.
Nel film il protagonista è interpretato da Sebastian Koch, affiancato da Ulrich Tukur, Hardy Krüger Jr. e Rainer Bock nei ruoli di Henning von Tresckow, Werner von Haeften e Friedrich Olbricht.

## Trama
1944. Mentre la Germania si avvia verso un progressivo declino nella seconda guerra mondiale, sette coraggiosi soldati: il colonnello Claus von Stauffenberg, il generale Henning von Tresckow, il tenente Werner von Haeften, il generale Friedrich Olbricht, il generale Ludwig Beck, il colonnello Albrecht Mertz von Quirnheim, il generale Erich Fellgiebel  e molti altri gerarchi delle SS architettano un piano per assassinare Adolf Hitler e salvare la Germania dalla dittatura. L'attentato si sarebbe svolto nella città di Rastenburg, innescando una bomba a tempo nella tana del lupo di Hitler.
Rastenburg, 20 luglio 1944. Il giorno dell'attentato il colonnello Stauffenberg e gli altri ufficiali attendono l'esplosione e la morte del dittatore e del capo della polizia Heinrich Himmler, il quale si trova insieme a Hitler. Ma ciò non avviene poiché il rientro del Führer è posticipato per l'inaspettata visita di Benito Mussolini, il quale, nonostante l'armistizio si sente ancora un forte alleato di Adolf Hitler. Dopo poco tempo, mentre il podestà si trova in riunione con il Duce avviene l'esplosione sotto gli occhi di Stauffenberg e Haeften, i quali credono che Hitler e Himmler siano morti.
Il piano fallisce quando il maggiore Otto Remer parla direttamente al telefono con il Führer, il quale gli ordina di catturare i traditori e di farli fucilare. In breve tempo Remer, affiancato da altri gerarchi cattura Stauffenberg e gli altri e li consegna alla giustizia. Claus von Stauffenberg, Werner von Haeften, Friedrich Olbricht e Albrecht Mertz von Quirnheim verranno fucilati il 21 luglio 1944, mentre Henning von Tresckow si suiciderà con una granata, Ludwig Beck porrà fine alla sua vita sparandosi un colpo di pistola alla nuca, Erich Fellgiebel verrà di seguito impiccato e Friedrich Fromm verrà fucilato nel 1945 con l'accusa di codardia di fronte al nemico.

## Cast
- Sebastian Koch interpreta il colonnello Claus von Stauffenberg (1907-1944), soldato della Wehrmacht che combatté nell'Africa del Nord, durante la campagna del Nord Africa dal 1941 al 1943, anno in cui i nazifascisti guidati da Erwin Rommel vennero sconfitti dai britannici del generale Bernard Law Montgomery e costretti al ritiro dal Nord Africa. Fu l'ideatore e la mente del fallito attentato del 20 luglio.
- Ulrich Tukur interpreta il generale Henning von Tresckow (1901-1944), collaboratore dell'attentato.
- Hardy Krüger Jr.: impersona il tenente Werner von Haeften, collaboratore dell'attentato. Haeften, un attimo prima della fucilazione di Stauffenberg, si pose tra lui e i proiettili, rimanendo così ucciso dalle pallottole destinate al colonnello.
- Rainer Bock impersona il generale Friedrich Olbricht, altro collaboratore dell'attentato a Hitler.
- Axel Milberg è il generale Friedrich Fromm, mente del piano dell'omicidio e traditore, poiché rivelò alle SS le intenzioni di Stauffenberg di assassinare Hitler.
- Remo Girone veste i panni del generale Ludwig Beck, pianificatore e mente geniale del fallito omicidio e suicidatasi dopo aver appreso il fallimento dell'operazione Valchiria.
- David C. Bunners è il colonnello Albrecht Mertz von Quirnheim, attentatore con conoscenze in campo di esplosivi.
- Harald Krassnitzer impersona il generale Erich Fellgiebel, incaricato direttamente da Stauffenberg di bloccare tutte le comunicazioni dalla tana del lupo a Berlino.
- Enrico Mutti è il maggiore Otto Ernst Remer, gerarca delle SS che fu incaricato direttamente da Hitler di catturare vivi i traditori Stauffenberg, Tresckow, Haeften, Olbricht, Beck, Mertz von Quirneheim e Fellgiebel.
- Udo Schenk interpreta Adolf Hitler.
- Nina Kunzendorf interpreta Nina von Stauffenberg, moglie del colonnello.
- Christopher Buchholz è Berthold von Stauffenberg, fratello di Claus.
- Stefania Rocca è Margarethe von Oven, segretaria di Stauffenberg.
- Milan Peschel veste i panni del colonnello Karl Pridun.
- Olli Dittrich è il ministro della propaganda Joseph Goebbels.
- Joachim Bißmeier è il feldmaresciallo Erwin von Witzleben.

## Curiosità
- Nel film non compaiono figure dell'attentato del 20 luglio come Carl Friedrich Goerdeler, medico che puntava a divenire cancelliere a seguito della morte di Hitler, Wolf-Heinrich von Helldorf, capo della polizia di Berlino che garantì a von Stauffenberg la sua collaborazione e tanti altri gerarchi delle SS che vi parteciparono.
- Waldemar Kobus, che nel film interpreta Herber, ha recitato quattro anni dopo nel film Operazione Valchiria (che tratta anch'esso dell'attentato del 20 luglio), dove ha interpretato il capo della polizia Wolf-Heinrich von Helldorf a fianco di Tom Cruise nel ruolo di Stauffenberg.

## Inesattezze storiche
- Le esecuzioni dei quattro principali cospiratori nella realtà si svolsero con questo ordine: Olbricht, Mertz von Quirnheim, Haeften e Stauffenberg. Nella pellicola per primo viene fucilato Olbricht, seguito da Stauffenberg e Haeften contemporaneamente, mentre non viene mostrata la morte di Mertz.
- Il tenente Haeften non corse verso il colonnello Stauffenberg, ma gli si pose semplicemente davanti, rimanendo ucciso dai proiettili e non morendo nello stesso momento del colonnello, il quale perì pochi istanti dopo.
- Il generale Tresckow si suicidò con una granata alla nuca, non allo stomaco come fa Ulrich Tukur nel film.